# Toni Menzinger
Toni Menzinger (* 17. März 1905 in Düsseldorf als Toni Hammelrath; † 27. Dezember 2007 in Karlsruhe) war eine deutsche Politikerin (CDU).

## Leben
Toni Menzinger studierte Psychologie an der Rheinischen Friedrich-Wilhelms-Universität Bonn und absolvierte eine Ausbildung für das Lehramt an Gymnasien; anschließend war sie als Lehrerin tätig. Seit ihrer Eheschließung mit Willy Menzinger 1931 lebte sie in Karlsruhe. Im Dritten Reich wurde sie wegen ihres kirchlichen Engagements durch die Gestapo überwacht.
Toni Menzinger hat zusammen mit ihrem Mann drei Söhne (Will, Klaus und Bernd) groß gezogen. Sie war die Schwester von Willi Hammelrath sowie des im Ersten Weltkrieg gefallenen Leo Hammelrath und von Maria (genannt Mia) Theissen, geb. Hammelrath.

## Wirken
Ihre politische Laufbahn begann 1953, als sie für die CDU in den Karlsruher Stadtrat gewählt wurde. 1970 zog sie als Nachrückerin für den neugewählten Karlsruher Oberbürgermeister Otto Dullenkopf in den Landtag von Baden-Württemberg. Dort war sie mit Hanne Landgraf von 1970 bis 1972 eine von lediglich zwei Frauen. 1976 fungierte sie als Alterspräsidentin. Schwerpunkt ihrer parlamentarischen Arbeit war die Schul- und Bildungspolitik. Aus Altersgründen schied sie 1980 aus dem Landtag aus.
Die vom Katholizismus geprägte Toni Menzinger gab ihren kritischen Geist niemals auf; so protestierte sie mit 95 Jahren öffentlich gegen Helmut Kohls „Finanzierungskunststücke“ und teilte ihren Protest auch Geburtstagsgästen wie Roman Herzog und Erwin Teufel mit.
Im März 2015 wurde in Anwesenheit von Oberbürgermeister Frank Mentrup und ihrer Söhne Bernd und Will eine Karlsruher Brücke nach ihr benannt.

## Ehrungen und Auszeichnungen
- Päpstlicher Orden „Pro Ecclesia et Pontifice“
- Verdienstkreuz am Bande
- Verdienstkreuz erster Klasse (1975)
- Ehrenmedaille der Stadt Karlsruhe (1979)
- Großes Verdienstkreuz des Verdienstordens der Bundesrepublik Deutschland (1980)
- Ehrensenatorin der Hochschule Karlsruhe
- Ehrenbürgerin der Stadt Karlsruhe (2. März 1993)